# Catacombe di Pretestato
La catacomba di Pretestato è una catacomba di Roma, posta sulla sinistra della via Appia, nel quartiere Appio-Latino. Vi si accede da via Appia Pignatelli.

## Toponimo
Il nome della catacomba, come per la maggior parte delle catacombe romane, deriva dal nome del fondatore o del donatore del terreno su cui sorse il complesso cimiteriale ipogeo.

## Topografia
La catacomba, come detto, è posta sul lato sinistro dell'antica via Appia. Il nucleo principale (il primo livello) è composto da una lunga galleria, in origine adibita a cisterna sotterranea, e adattata in seguito a sepolcreto ipogeo: essa è chiamata “spelunca magna”; fu scavata nel II secolo ed utilizzata come cimitero nel III secolo. In seguito (IV secolo) fu scavato un livello più profondo rispetto alla spelunca magna, che aveva un accesso proprio ed indipendente dal primo livello. Questi due livelli furono ampliati con gallerie e cubicoli, annettendo in tal modo preesistenti sepolcreti ipogei.
Ricchissimo di monumenti e di reperti è il sopraterra, utilizzato già in epoca non cristiana per sepolture di personaggi dell'aristocrazia senatoria e della famiglia imperiale: qui fu scoperto il sarcofago dell'imperatore Balbino (238 d. C.), ora conservato nel quadriportico del complesso cimiteriale. Con l'avvento dei cristiani, il sopraterra si arricchì di altri monumenti. I documenti altomedievali, in particolare gli itinerari per pellegrini, parlano di due basiliche, una dedicata ai santi Tiburzio, Valeriano e Massimo, e l'altra a san Zanone: di entrambe non rimane più traccia. Vi sono inoltre resti di due mausolei: uno a pianta esaconca (ossia un mausoleo rotondo con sei nicchie), ed uno a pianta quadrata con quattro esedre laterali. Basiliche, mausolei e catacomba costituivano nel VI-VII secolo una specie di vasto santuario, visitato da molti pellegrini.

## Storia
Il cimitero di Pretestato sorse a cavallo tra il II ed il III secolo, l’utilizzo sepolcrale dell’area ebbe inizio a partire dagli ultimi decenni del II secolo d.C., a seguito di una rifunzionalizzazione di parte del Triopio di Erode Attico: il lussuoso polo residenziale realizzato su proprietà precedentemente appartenenti alla famiglia degli Annii, ed ereditate dal letterato greco dopo la morte della moglie Appia Annia Regilla. 
Il complesso venne scelto dai membri dell’aristocrazia romana e dai liberti imperiali per l’edificazione delle proprie ricche sepolture , e nel corso del III secolo a.C. fu oggetto di uno sviluppo eccezionale, con l’erezione di mausolei monumentali e soprattutto articolate tombe ipogee, fra cui alcune riferibili alla crescente comunità cristiana .
La zona fu probabilmente scelta per la sepoltura anche di membri della famiglia imperiale, come suggeriscono il rinvenimento all'interno delle catacombe di almeno quattro iscrizioni dedicate a imperatori della dinastia dei Severi e fonti storiografiche tra cui un passo dello storico Sparziano "inlatus est maiorum sepulchro, hoc est Severi, quod est in Appia via euntibus ad portam dextra[m], specie Septizodii extructum,
quod sibi ille vivus ornaverat" "é stato sepolto nella tomba degli antenati, questa è di Severo, la quale si trova sulla via Appia sulla destra recandosi all'entrata, costruita sul modello del Septizodium, che lui da vivo aveva abbellito per sé" ; il passo specifica appunto che il sepolcro era ispirato al Septizodium, il palazzo della Severi sul Palatino. .
Trasformato in epoca paleocristiana, il cimitero divenne un vero e proprio santuario. Vi abitò, per un certo periodo, papa Giovanni III (561-574). Tutto il complesso fu restaurato, secondo il Liber pontificalis, nel 731 da Gregorio III, e alla fine dell'VIII secolo da Adriano I.
Caduto in oblio ed abbandonato, il complesso cimiteriale tornò a essere visitato a partire dal XV secolo. Fu scoperta una scala di accesso dal parco della Caffarella, ancora praticabile nel XIX secolo ai tempi di Giovanni Battista de Rossi: da essa si calarono diversi visitatori che lasciarono i loro graffiti e le loro firme. Altri graffiti sono stati trovati risalenti agli inizi del XVIII secolo. Fu il de Rossi, nel 1852 ad annunciare non solo la scoperta della catacomba, ma la sua identificazione con quella di Pretestato. In tempi recenti, le catacombe sono state studiate, in particolare da Enrico Josi e da Francesco Tolotti negli anni sessanta del secolo scorso.

## I martiri di Pretestato
Analogamente ad altre catacombe, anche in quella di Pretestato sono diversi i martiri e i santi ricordati e celebrati. Abbiamo già menzionato al fatto che nel sopraterra, in due distinte basiliche, venissero commemorati i santi Tiburzio, Valeriano, Massimo e Zenone. Nella spelunca magna poi erano disposte quattro stazioni devozionali, ove erano stati sepolti cinque martiri: il vescovo Urbano, Felicissimo e Agapito diaconi di papa Sisto II, ed i martiri Quirino e Gennaro.
La Notitia ecclesiarum urbis Romae (itinerario per pellegrini, chiamato “itinerario di Salisburgo” perché scoperto in un codice di Salisburgo, conservato alla biblioteca nazionale di Vienna) ci informa dell'esatto percorso seguito dai pellegrini: essi visitavano dapprima la basilica dei santi Tiburzio, Valeriano, Massimo nel sopraterra; scendevano poi nella catacomba per sostare dinanzi alle edicole dei cinque santi ivi sepolti; infine uscivano per visitare la seconda basilica, quella di san Zenone.
Di tutti questi luoghi di culto, ipogei e sub divo, l'unico certamente identificato è quello di Gennaro; degli altri, o non restano più tracce, o non sono ancora stati identificati. L'identificazione del luogo di culto di Gennaro è stato reso possibile dal ritrovamento di frammenti marmorei che, ricomposti, hanno dato origine a una grande lastra con il testo-dedica composto da papa Damaso I: “Beatissimo martyri Ianuario Damasus episcop. fecit”. Curiosa è, inoltre, la storia di un'altra lastra marmorea damasiana dedicata ai santi Felicissimo e Agapito: passata di mano più volte e utilizzata per scopi diversi (anche come base di taglio in un laboratorio di marmi), fu scoperta da Enrico Josi nel 1927, spezzata in tre tronconi, durante i lavori di smantellamento della chiesa di San Nicola dei Cesarini: i tre frammenti erano stati riutilizzati per la pavimentazione della chiesa.

## Descrizione

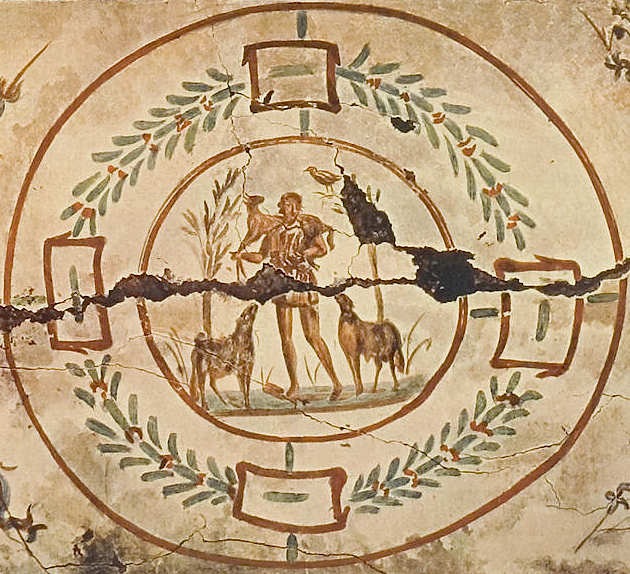
Buon Pastore, Catacombe di Pretestato, 250-300 d.C.

La catacomba di Pretestato è una delle più ricche dal punto di vista architettonico, epigrafico e iconografico.
Di particolare valore iconografico e simbolico è il cubicolo detto della coronatio, le cui pitture sono datate ai primi decenni del III secolo. La scena che dà il nome all'ambiente si trova, entrando, sulla parte alta della parete di sinistra. Essa è composta da tre figure: il personaggio all'estrema destra ha sul capo una corona composta da foglie; la figura centrale ha in mano un ramo con germogli, con il quale tocca la testa dell'uomo coronato. Questa scena richiama l'episodio evangelico dell'incoronazione di spine di Gesù (Matteo 27,27-30). Accanto, vi sono altre scene neotestamentarie: la risurrezione di Lazzaro, Gesù e la samaritana al pozzo, l'episodio dell'emorroissa.
Lungo la spelunca magna si aprono quelle che il de Rossi aveva chiamato le "cripte storiche" e che aveva, erroneamente, identificato con i luoghi di culto martiriale: una di esse è certamente il luogo di sepoltura di Gennaro, ove furono trovate colonne di porfido; gli altri tre ambienti sono caratterizzati da una grande accuratezza nei particolari, da una accesa e viva policromia, da una certa monumentalità architettonica, a somiglianza dei mausolei in superficie. Di particolare interesse è la cosiddetta cripta quadrata o cripta delle stagioni: un ambiente quadrato con tre nicchioni per lato e un ingresso monumentale, costituito da un arco affiancato da paraste con basi e capitelli, con soglia ed architrave in marmo di Carrara. Il nome deriva dagli affreschi della volta, che raffigurano quattro diversi momenti dell'anno: la mietitura, la vendemmia, la raccolta delle olive e la raccolta dei fiori.
In un cunicolo che si diparte dalla spelunca magna si trova l'arcosolio di Celerina, in cui viene rappresentato l'episodio veterotestamentario di Susanna insidiata dai due anziani, raffigurato da un agnello tra due lupi.
Infine, la catacomba di Pretestato è l'unica catacomba romana che ci ha restituito anche la cosiddetta “casa del custode”, con annesso l'ingresso monumentale della catacomba, costituito da un vestibolo e da un lungo bancone, luogo di sosta dei pellegrini: rimangono pochi resti, relativi al pian terreno della casa del custode.